# Мирман, Евгений
Евгений Борисович Мирман (англ. Eugene Mirman; род. 1974, Москва) — американский комик, писатель и режиссёр.

## Биография
Родился 24 июля 1974 года в СССР в еврейской семье, которая эмигрировала в Соединенные Штаты, когда ему было четыре с половиной года.
Обучался в Lexington Public School и Lexington High School в городе Лексингтон, штат Массачусетс. Затем продолжил своё образование в Hampshire College того же штата, окончив его со степенью бакалавра искусств в жанре комедии.
Начал свою артистическую деятельность в жанре стендап. Затем работал в бостонской газете The Weekly Week (1997—1999), на радио и телевидении. В настоящее время работает в жанре комедии, участвуя во многих шоу и фестивалях.